# Progress in Energy and Combustion Science
Progress in Energy and Combustion Science ist eine begutachtete wissenschaftliche Fachzeitschrift, die seit 1975 von Elsevier herausgegeben wird. Chefredakteure sind Hai Wang und Christof Schulz.
Die Zeitschrift beschäftigt sich mit der Energietechnik, speziell mit der Verbrennungstechnik sowie mit Kraftstoffen. Publiziert werden nur auf Einladung der Herausgeber verfasste Review-Artikel.
Der Impact Factor lag im Jahr 2020 bei 29,394, der fünfjährige Impact Factor bei 34,680. Damit lag das Journal beim Impact Factor auf Rang 4 von insgesamt 114 in der Kategorie „Energie und Treibstoffe“ gelisteten wissenschaftlichen Zeitschriften, auf Rang 1 von 60 Zeitschriften in der Kategorie „Thermodynamik“, auf Rang 2 von 143 Zeitschriften in der Kategorie „chemische Ingenieurwissenschaften“ und auf Rang 1 von 133 Zeitschriften in der Kategorie „mechanisches Ingenieurwesen“.